# Fußball-Weltmeisterschaft 1982/Gruppe 3
| Pl. | Land        | Sp. | S | U | N | Tore    | Diff. | Punkte |
| --- | ----------- | --- | - | - | - | ------- | ----- | ------ |
| 1.  | Belgien     | 3   | 2 | 1 | 0 | 003:100 | +2    | 05:10  |
| 2.  | Argentinien | 3   | 2 | 0 | 1 | 006:200 | +4    | 04:20  |
| 3.  | Ungarn      | 3   | 1 | 1 | 1 | 012:600 | +6    | 03:30  |
| 4.  | El Salvador | 3   | 0 | 0 | 3 | 001:130 | −12   | 0:60   |

Gruppe 3 der Fußball-Weltmeisterschaft 1982:

## Argentinien – Belgien 0:1 (0:0)
| Argentinien                                                 | Argentinien | Belgien | Belgien |
| ----------------------------------------------------------- | --- | --- | ------- |
| Argentinien                                                 | \| 1. Gruppenspiel \| \| Sonntag, 13. Juni 1982 um 20:00 Uhr in Barcelona (Camp Nou) \| \| Zuschauer: 95.000 \| \| Schiedsrichter: Vojtěch Christov ( Tschechoslowakei) \| \| Spielbericht \|                                      | \| 1. Gruppenspiel \| \| Sonntag, 13. Juni 1982 um 20:00 Uhr in Barcelona (Camp Nou) \| \| Zuschauer: 95.000 \| \| Schiedsrichter: Vojtěch Christov ( Tschechoslowakei) \| \| Spielbericht \|                             | Belgien |
| Argentinien                                                 | Ubaldo Fillol – Daniel Passarella – Jorge Olguín, Luis Galván, Alberto Tarantini – Osvaldo Ardiles, Américo Gallego, Mario Kempes, Diego Maradona – Daniel Bertoni, Ramón Díaz (63. Jorge Valdano) Cheftrainer: César Luis Menotti | Jean-Marie Pfaff – Maurits De Schrijver – Eric Gerets , Luc Millecamps, Marc Baecke – Guy Vandersmissen, Ludo Coeck, Franky Vercauteren, Jan Ceulemans – Alexandre Czerniatynski, Erwin Vandenbergh Cheftrainer: Guy Thys | Belgien |
| Argentinien                                                 | 0:1 Vandenbergh (62.) | | Belgien |
| Argentinien                                                 | Bertoni (55.) | Millecamps (50.) | Belgien |
| 1. Gruppenspiel                                             | | |         |
| Sonntag, 13. Juni 1982 um 20:00 Uhr in Barcelona (Camp Nou) | | |         |
| Zuschauer: 95.000                                           | | |         |
| Schiedsrichter: Vojtěch Christov ( Tschechoslowakei)        | | |         |
| Spielbericht                                                | | |         |

## Ungarn – El Salvador 10:1 (3:0)
| Ungarn                                                        | Ungarn | El Salvador | El Salvador |
| ------------------------------------------------------------- | --- | --- | ----------- |
| Ungarn                                                        | \| 1. Gruppenspiel \| \| Dienstag, 15. Juni 1982 um 21:00 Uhr in Elche (Nuevo Estadio) \| \| Zuschauer: 23.000 \| \| Schiedsrichter: Ibrahim Youssef al-Doy ( Bahrain) \| \| Spielbericht \|                                                | \| 1. Gruppenspiel \| \| Dienstag, 15. Juni 1982 um 21:00 Uhr in Elche (Nuevo Estadio) \| \| Zuschauer: 23.000 \| \| Schiedsrichter: Ibrahim Youssef al-Doy ( Bahrain) \| \| Spielbericht \|                                                                                                 | El Salvador |
| Ungarn                                                        | Ferenc Mészáros – László Bálint – Győző Martos, Imre Garaba, József Tóth – Sándor Müller (69. Lázár Szentes), Tibor Nyilasi , Sándor Sallai – László Fazekas, András Törőcsik (55. László Kiss), Gábor Pölöskei Cheftrainer: Kálmán Mészöly | Luis Guevara Mora – José Francisco Jovel – Mario Castillo, Jaime Rodríguez, Carlos Recinos – José Luis Rugamas (27. Luis Ramírez Zapata), Joaquín Ventura (79. Ramón Fagoaga), Norberto Huezo , José María Rivas – Ever Francisco Hernández, Mágico González Cheftrainer: Mauricio Rodríguez | El Salvador |
| Ungarn                                                        | 1:0 Nyilasi (4.) 2:0 Pölöskei (11.) 3:0 Fazekas (23.) 4:0 Tóth (50.) 5:0 Fazekas (54.) 6:1 Kiss (69.) 7:1 Szentes (70.) 8:1 Kiss (72.) 9:1 Kiss (76.) 10:1 Nyilasi (83.)                                                                    | 5:1 Ramírez Zapata (64.) | El Salvador |
| Ungarn                                                        | Nyilasi (1.), Fazekas (32.) | | El Salvador |
| 1. Gruppenspiel                                               | | |             |
| Dienstag, 15. Juni 1982 um 21:00 Uhr in Elche (Nuevo Estadio) | | |             |
| Zuschauer: 23.000                                             | | |             |
| Schiedsrichter: Ibrahim Youssef al-Doy ( Bahrain)             | | |             |
| Spielbericht                                                  | | |             |

## Argentinien – Ungarn 4:1 (2:0)
| Argentinien                                                               | Argentinien | Ungarn | Ungarn |
| ------------------------------------------------------------------------- | --- | --- | ------ |
| Argentinien                                                               | \| 2. Gruppenspiel \| \| Freitag, 18. Juni 1982 um 21:00 Uhr in Alicante (Estadio José Rico Pérez) \| \| Zuschauer: 32.093 \| \| Schiedsrichter: Belaïd Lacarne ( Algerien) \| \| Spielbericht \|                                                          | \| 2. Gruppenspiel \| \| Freitag, 18. Juni 1982 um 21:00 Uhr in Alicante (Estadio José Rico Pérez) \| \| Zuschauer: 32.093 \| \| Schiedsrichter: Belaïd Lacarne ( Algerien) \| \| Spielbericht \|                                    | Ungarn |
| Argentinien                                                               | Ubaldo Fillol – Daniel Passarella – Jorge Olguín, Luis Galván, Alberto Tarantini (51. Juan Barbas) – Osvaldo Ardiles, Américo Gallego, Mario Kempes, Diego Maradona – Daniel Bertoni, Jorge Valdano (24. Gabriel Calderón) Cheftrainer: César Luis Menotti | Ferenc Mészáros – László Bálint – Győző Martos (46. László Fazekas), Imre Garaba, József Tóth – József Varga, Tibor Nyilasi , Sándor Sallai, Tibor Rab – László Kiss (61. Lázár Szentes), Gábor Pölöskei Cheftrainer: Kálmán Mészöly | Ungarn |
| Argentinien                                                               | 1:0 Bertoni (26.) 2:0 Maradona (28.) 3:0 Maradona (57.) 4:0 Ardiles (60.) | 4:1 Pölöskei (76.) | Ungarn |
| 2. Gruppenspiel                                                           | | |        |
| Freitag, 18. Juni 1982 um 21:00 Uhr in Alicante (Estadio José Rico Pérez) | | |        |
| Zuschauer: 32.093                                                         | | |        |
| Schiedsrichter: Belaïd Lacarne ( Algerien)                                | | |        |
| Spielbericht                                                              | | |        |

## Belgien – El Salvador 1:0 (1:0)
| Belgien                                                      | Belgien | El Salvador | El Salvador |
| ------------------------------------------------------------ | --- | --- | ----------- |
| Belgien                                                      | \| 2. Gruppenspiel \| \| Samstag, 19. Juni 1982 um 21:00 Uhr in Elche (Nuevo Estadio) \| \| Zuschauer: 15.000 \| \| Schiedsrichter: Malcolm Moffatt ( Nordirland) \| \| Spielbericht \|                                                                                | \| 2. Gruppenspiel \| \| Samstag, 19. Juni 1982 um 21:00 Uhr in Elche (Nuevo Estadio) \| \| Zuschauer: 15.000 \| \| Schiedsrichter: Malcolm Moffatt ( Nordirland) \| \| Spielbericht \|                                                                         | El Salvador |
| Belgien                                                      | Jean-Marie Pfaff – Walter Meeuws – Eric Gerets , Luc Millecamps, Marc Baecke – Guy Vandersmissen (46. François Van Der Elst), Ludo Coeck, Franky Vercauteren – Alexandre Czerniatynski, Erwin Vandenbergh, Jan Ceulemans (80. Wilfried Van Moer) Cheftrainer: Guy Thys | Luis Guevara Mora – José Francisco Jovel – Francisco Osorto (46. Miguel Angel Díaz), Jaime Rodríguez, Carlos Recinos – Ramón Fagoaga, Joaquín Ventura, Norberto Huezo , Luis Ramírez Zapata – Mágico González, José María Rivas Cheftrainer: Mauricio Rodríguez | El Salvador |
| Belgien                                                      | 1:0 Coeck (19.) | | El Salvador |
| Belgien                                                      | Osorto (17.), Fagoaga (74.) | | El Salvador |
| 2. Gruppenspiel                                              | | |             |
| Samstag, 19. Juni 1982 um 21:00 Uhr in Elche (Nuevo Estadio) | | |             |
| Zuschauer: 15.000                                            | | |             |
| Schiedsrichter: Malcolm Moffatt ( Nordirland)                | | |             |
| Spielbericht                                                 | | |             |

## Belgien – Ungarn 1:1 (0:1)
| Belgien                                                       | Belgien | Ungarn | Ungarn |
| ------------------------------------------------------------- | --- | --- | ------ |
| Belgien                                                       | \| 3. Gruppenspiel \| \| Dienstag, 22. Juni 1982 um 21:00 Uhr in Elche (Nuevo Estadio) \| \| Zuschauer: 37.000 \| \| Schiedsrichter: Clive White ( England) \| \| Spielbericht \|                                                                               | \| 3. Gruppenspiel \| \| Dienstag, 22. Juni 1982 um 21:00 Uhr in Elche (Nuevo Estadio) \| \| Zuschauer: 37.000 \| \| Schiedsrichter: Clive White ( England) \| \| Spielbericht \|                                                                | Ungarn |
| Belgien                                                       | Jean-Marie Pfaff – Walter Meeuws – Eric Gerets (63. Gérard Plessers), Luc Millecamps, Marc Baecke – Guy Vandersmissen (46. Wilfried Van Moer), Franky Vercauteren, Ludo Coeck – Alexandre Czerniatynski, Erwin Vandenbergh, Jan Ceulemans Cheftrainer: Guy Thys | Ferenc Mészáros – Imre Garaba – Győző Martos, Attila Kerekes, József Varga – Sándor Müller (68. Sándor Sallai), Tibor Nyilasi , Gábor Pölöskei – László Fazekas, András Törőcsik, László Kiss (70. Ferenc Csongrádi) Cheftrainer: Kálmán Mészöly | Ungarn |
| Belgien                                                       | 1:1 Czerniatynski (76.) | 0:1 Varga (27.) | Ungarn |
| Belgien                                                       | Pfaff (65.), Meeuws (79.) | | Ungarn |
| 3. Gruppenspiel                                               | | |        |
| Dienstag, 22. Juni 1982 um 21:00 Uhr in Elche (Nuevo Estadio) | | |        |
| Zuschauer: 37.000                                             | | |        |
| Schiedsrichter: Clive White ( England)                        | | |        |
| Spielbericht                                                  | | |        |

## Argentinien – El Salvador 2:0 (1:0)
| Argentinien                                                                | Argentinien | El Salvador | El Salvador |
| -------------------------------------------------------------------------- | --- | --- | ----------- |
| Argentinien                                                                | \| 3. Gruppenspiel \| \| Mittwoch, 23. Juni 1982 um 21:00 Uhr in Alicante (Estadio José Rico Pérez) \| \| Zuschauer: 32.500 \| \| Schiedsrichter: Luis Barrancos ( Bolivien) \| \| Spielbericht \|                                                              | \| 3. Gruppenspiel \| \| Mittwoch, 23. Juni 1982 um 21:00 Uhr in Alicante (Estadio José Rico Pérez) \| \| Zuschauer: 32.500 \| \| Schiedsrichter: Luis Barrancos ( Bolivien) \| \| Spielbericht \|                                                                                    | El Salvador |
| Argentinien                                                                | Ubaldo Fillol – Daniel Passarella – Jorge Olguín, Luis Galván, Alberto Tarantini – Osvaldo Ardiles, Américo Gallego, Mario Kempes, Diego Maradona – Daniel Bertoni (66. Ramón Díaz), Gabriel Calderón (78. Santiago Santamaría) Cheftrainer: César Luis Menotti | Luis Guevara Mora – José Francisco Jovel – Francisco Osorto (33. Miguel Angel Díaz), Jaime Rodríguez, Carlos Recinos – Ramón Fagoaga, Joaquín Ventura (78. Mauricio Alfaro), Norberto Huezo , Luis Ramírez Zapata – Mágico González, José María Rivas Cheftrainer: Mauricio Rodríguez | El Salvador |
| Argentinien                                                                | 1:0 Passarella (22. Foulelfmeter) 2:0 Bertoni (54.) | | El Salvador |
| Argentinien                                                                | Olguín (31.), Gallego (44.) | Osorto (20.), Ramírez Zapata (26.), Recinos (45.) | El Salvador |
| 3. Gruppenspiel                                                            | | |             |
| Mittwoch, 23. Juni 1982 um 21:00 Uhr in Alicante (Estadio José Rico Pérez) | | |             |
| Zuschauer: 32.500                                                          | | |             |
| Schiedsrichter: Luis Barrancos ( Bolivien)                                 | | |             |
| Spielbericht                                                               | | |             |